# Alternaria dauci
Espèce
Alternaria dauci est une espèce de champignons phytopathogènes de la famille des Pleosporaceae et du genre Alternaria. Il parasite en particulier la carotte. La maladie qu'il provoque est nommée Alternariose de la carotte, Brûlure alternarienne de la carotte, Brûlure des feuilles de la carotte ou Fonte des semis de la carotte. Ce champignon est présent dans le monde entier.

## Plantes hôtes
Alternaria dauci a pour plantes hôtes : Apium graveolens, Daucus carota, Fumaria muralis, Gerbera, Lactuca, Pastinaca saliva et Petroselinum crispum.

## Symptômes
Les feuilles et les pétioles atteints deviennent jaunes, puis bruns ou noirs. Les folioles se ratatinent sur les bords et, dans les infections graves, la feuille entière se flétrit et meurt. Alternaria dauci est également pathogène des graines, cette pathogénicité résultant des infections des fleurs puis des fruits de la plante hôte. Le champignon ne pénètre pas dans la graine, mais habite les parties inégales de la surface de la graine. La transmission de la maladie se fait par les conidies. La dispersion est faible la nuit quand les feuilles de l'hôte sont humides, mais elle augmente pendant la journée quand la température et la vitesse du vent augmentent. La production de conidies a lieu entre 8 et 30 °C, de manière optimale à 25 °C, et à une humidité relative élevée (96-100%). L'humidité de la surface des feuilles est essentielle pour une infection réussie.

## Description microscopique
Les lésions foliaires sont de petites taches noires, parfois entourées d'un halo chlorotique, le long des nervures ou sur le pétiole, devenant confluentes. Le mycélium est composé d'hyphes incolores ou marron clair à foncé, à parois lisses, le plus souvent immergées dans le tissu hôte, longues de 15 à 30 µm et larges de 2,5–5 µm, non rétrécies au niveau des septa. Les colonies sur gélose sont cotonneuses, gris-vert, avec un développement abondant du mycélium aérien, sécrétant parfois un pigment rouge dans le milieu. Les conidiophores apparaissent seuls ou en petits groupes, droits ou flexueux, parfois géniculés, septés, brun pâle ou mi-olivacé, longs jusqu'à 80 µm et larges de 6–10 µm. Les conidies sont solitaires ou occasionnellement en chaînes de deux ou trois, d'abord brun olivâtre pâle, devenant brun plus foncé avec l'âge, à parois lisses, droites ou incurvées, obclavées, avec 7–11 septa transversaux et un à plusieurs septa longitudinaux ou obliques, longs de 100–450 µm et larges de 16–25 µm incluant un bec flexueux, incolore ou pâle, jusqu'à trois fois la longueur du corps principal de la spore ; les becs sont souvent ramifiés, de 5–7 µm d'épaisseur à la base, s'effilant à 1–3 µm à l'apex. L'initiation du développement conidial se fait par un pore à l'apex de la cellule conidiogène, la conidie étant reliée par un col étroit à la cellule conidiogène jusqu'à la sécession, lorsque le pore s'obstrue ; le pore obstrué reste généralement visible sous la forme d'une cicatrice épaisse, avec une cicatrice correspondante à la base de la conidie ; les conidies forment parfois d'autres conidies en chaînes acropétales, et la cellule conidiogène prolifère après la sécession des conidies pour produire d'autres conidies de façon sympodiale.

## Synonymes
Selon MycoBank (16 avril 2021), Alternaria dauci (J.G. Kühn) J.W. Groves & Skolko a pour synonymes :
- Sporidesmium exitiosum var. dauci J.G. Kühn, Hedwigia 1: 91 (1855) (basionyme)
- Alternaria brassicae var. dauci (J.G. Kühn) Lindau, Rabenhorst's Kryptogamen-Flora, Pilze - Fungi imperfecti 1(9): 260 (1908)
- Alternaria porri f.sp. dauci (J.G. Kühn) Neerg., Danish species of Alternaria and Stemphylium: 252 (1945)
- Polydesmus exitiosus var. dauci (J.G. Kühn) Sacc., Sylloge Fungorum 22: 1410 (1913)
- Macrosporium dauci (J.G. Kühn) Rostr., Tidsskrift for Landoekonomi 7: 385 (1888)
- Macrosporium carotae Ellis & Langl., Journal of Mycology 6: 36 (1890)
- Alternaria carotae (Ellis & Langl.) J.A. Stev. & Wellman, Journal of the Washington Academy of Sciences 34: 263 (1944)
- Alternaria poonensis Ragunath, Mycopathologia et Mycologia Applicata 21 (3-4): 315 (1963)

## Taxons inférieurs
Selon MycoBank (16 avril 2021) :
- Alternaria dauci f. dauci
- Alternaria dauci f. endiviae
- Alternaria dauci f.sp. lallemantiae
- Alternaria dauci f.sp. solani